# فهرست قربانیان غرق‌شدگی
غرق‌شدگی، دومین مرگ پراسترس از منظر فیزیولوژیک است. 
غرق‌شدن در آب یکی از تجربیات شدیداً استرس‌زا برای انسان تلقی می‌شود و از آن به‌عنوان دومین شکل مرگ پراسترس یاد می‌شود؛ مرگی که با خفگی تدریجی همراه است و فرآیندی دردناک و زمان‌بر دارد.
در فرآیند غرق‌شدگی، ورود آب به بینی باعث تحریک واکنش‌های رفلکسی از جمله سرفه می‌شود که این واکنش می‌تواند آب را به سمت حلق و سینوس‌ها هدایت کند. به‌طور هم‌زمان، فرد به‌صورت غریزی دهان خود را برای تنفس باز می‌کند، اما به‌دلیل نبود هوا، آب وارد نای و در نهایت شش‌ها می‌شود. این امر موجب اختلال در تبادل گازها، هیپوکسی شدید و در نهایت خفگی و مرگ فرد می‌گردد.
بر اساس آمارهای موجود، در دهه گذشته حدود یک میلیون نفر در اثر غرق‌شدگی جان خود را از دست داده‌اند.
همچنین باید توجه داشت که بخشی از این موارد به‌صورت تعمدی و با هدف خودکشی انجام شده‌اند. افراد در شرایط بحرانی روانی ممکن است غرق‌شدن را به‌عنوان یکی از روش‌های پایان‌دادن به زندگی انتخاب کنند.

## عصر باستان
- هیپاسوس، شاگرد فیثاغورس[۱]
- چیو یوان[۲] شاعر چینی
- بطلمیوس سیزدهم[۳] عضو خاندان سلطنتی بطالسه
- آنتینوس (زاده ۱۱۱میلادی)[۴]
- ماکسنتیوس[۵] امپراتور رومی
- لی‌پو، شاعر چینی[۶]

## قرون وسطایی
- امپراتور آنتوکو، تایرا نو توکیکو، تایرا نو توموموری تایرا نو نوریتسونه و بسیاری از اعضا خاندان تایرا در ۲۵ آوریل ۱۱۸۵
- فریدریش بارباروسا، دوک شوابیا و امپراتور مقدس روم در ۶ ژوئن ۱۱۹۰[۷]
- پادشاه ماگنوس چهارم سوئد و نروژ[۸]

## رنسانس
- هنری هولاند، سومین دوک اکستر
- جورج پلانتاژنه، نخستین دوک کلارنس
- بارتولومئو دیاس، اکتشاف کننده پرتغالی دماغه امید نیک
- پادشاه لایوش دوم مجارستان[۹]

## سده ۱۹
- پرسی بیش شلی، شاعر رُمانتیک انگلیسی در ۸ ژوئیه ۱۸۲۲[۱۰]

## سده ۲۰

### دهه ۱۹۱۰
- دابلیو. اس. گیلبرت
- جان جیکوب آستور چهارم در فاجعه آرام‌اس تایتانیک ۱۹۱۲[۱۱]
- بنجامین گوگنهایم در فاجعه آرام‌اس تایتانیک ۱۹۱۲[۱۲]
- گریگوری راسپوتین، عارِف و مشاور امپراتوری روس در ۱۹۱۶[۱۳]
- انریکه گرانادوس
- تام تامسون

### دهه ۱۹۳۰
- جانی داگلاس، کریکت باز در ۱۹۳۰[۱۴]
- هارت کرین، شاعر در آوریل ۱۹۳۲[۱۵]
- جیرو ساتو، تنیس باز ژاپنی، تنگه مالاکا در ۵ آوریل ۱۹۳۴[۱۶]

### دهه ۱۹۴۰
- ویرجینیا وولف، نویسنده بریتانیایی در ۲۸ مارس ۱۹۴۱[۱۷]
- اوسامو دازای، نویسنده ژاپنی، در آب راه تاماگاوا در ۱۳ ژوئن ۱۹۴۸[۱۸]

### دهه ۱۹۶۰
- اریک فلمینگ، هنرپیشهٔ مرد در ۲۸ سپتامبر ۱۹۶۶[۱۹]
- هارولد هولت، نخست‌وزیر استرالیا در ۱۷ دسامبر ۱۹۶۷[۲۰]
- برایان جونز، گیتاریست اصلی گروه رولینگ استون در ۳ ژوئیه ۱۹۶۹[۲۱]
- صمد بهرنگی، نویسنده، در ۳۱ اوت سال ۱۹۶۸

### دهه ۱۹۷۰
- آلبرت آیلر، موسیقی‌دان سبک جاز در نوامبر ۱۹۷۰[۲۲]
- یوزف منگله، جنایتکار جنگی و رهبر برنامه آزمایش‌های انسانی نازی در ۱۹۷۹[۲۳]

### دهه ۱۹۸۰
- ناتالی وود، هنرپیشه در ۱۹۸۱[۲۴]
- دنیس ویلسون، از اعضای گروه راک بیچ بویز در ۱۹۸۳[۲۵]
- جسیکا ساویچ
- کارول وین، هنرپیشه زن آمریکایی_مکزیکی در ۱۹۸۵[۲۶]

### دهه ۱۹۹۰
- رابرت مکسول[۲۷]
- جف باکلی[۲۸]

## سده ۲۱

### دهه ۲۰۰۰
- اسپالدینگ گری[۲۹]
- کاتوشا نیان[۳۰]

### دهه ۲۰۱۰
- توشیهارو ایکدا، کارگردان و فیلمنامه‌نویس ژاپنی در دسامبر ۲۰۱۰[۳۱]
- مری-فرانس پیزیه، هنرپیشه زن فرانسوی در آوریل ۲۰۱۱ در استخر خانه‌اش[۳۲]
- ویتنی هیوستون، خواننده آمریکایی
- رادنی کینگ، کارگر ساختمانی آمریکایی در ژوئن ۲۰۱۲
- سری دوی